# NGC 5216
NGC 5216 est une vaste (?) galaxie elliptique située dans la constellation de la Grande Ourse. NGC 5216 a été découverte par l'astronome germano-britannique William Herschel en 1790.

## Description
Sa vitesse par rapport au fond diffus cosmologique est de 3 022 ± 7 km/s, ce qui correspond à une distance de Hubble de 44,6 ± 3,1 Mpc (∼145 millions d'al).
NGC 5216 présente une large raie HI. C'est aussi une galaxie à noyau actif à large raies spectrales (BLAGN : « broad-line active galactic nucleus ») ainsi qu'une galaxie active de type Seyfert 2. 

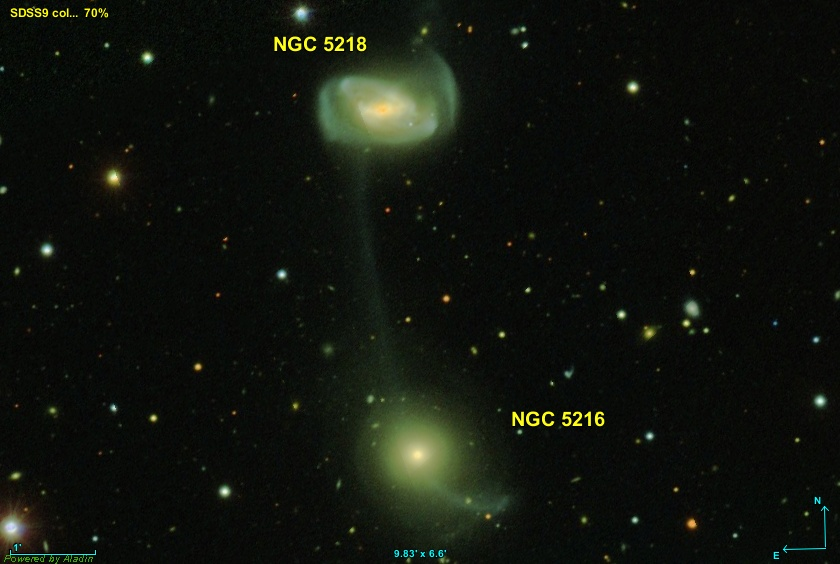
Le couple de galaxies Arp 104, NGC 5216 et NGC 5218.

En compagnie de NGC 5218, NGC 5216 forme un couple de galaxies en interaction gravitationnelle. D'ailleurs, l'image obtenue des données du relevé SDSS montre clairement un pont de matière reliant les deux galaxies. Ce couple de galaxie figure dans l'atlas des galaxies particulières de Halton Arp sous la cote Arp 104. Ce couple de galaxies porte aussi le nom de système de Keenan, du nom de l'astronome américain Philip Childs Keenan qui a été celui qui a noté cet extraordinaire filament de matière entre les deux galaxies.
À ce jour, cinq mesures non basées sur le décalage vers le rouge (redshift) donnent une distance de 62,240 ± 16,525 Mpc (∼203 millions d'al), ce qui est à l'intérieur des valeurs de la distance de Hubble. Notons que c'est avec la valeur moyenne des mesures indépendantes, lorsqu’elles existent, que la base de données NASA/IPAC calcule le diamètre d'une galaxie et qu'en conséquence le diamètre de NGC 5216 pourrait être d'environ 38,9 kpc (∼127 000 al) si on utilisait la distance de Hubble pour le calculer.

## Groupe de NGC 5218
Selon A.M. Garcia, NGC 5216 fait partie du groupe de NGC 5218, un trio de galaxies. L'autre galaxie du trio est UGC 8571.